# Musikjahr 1843
Liste der Musikjahre

◄◄ | ◄ | 1839 | 1840 | 1841 | 1842 | Musikjahr 1843 | 1844 | 1845 | 1846 | 1847 | ► | ►►

Weitere Ereignisse
Dieser Artikel behandelt das Musikjahr 1843.

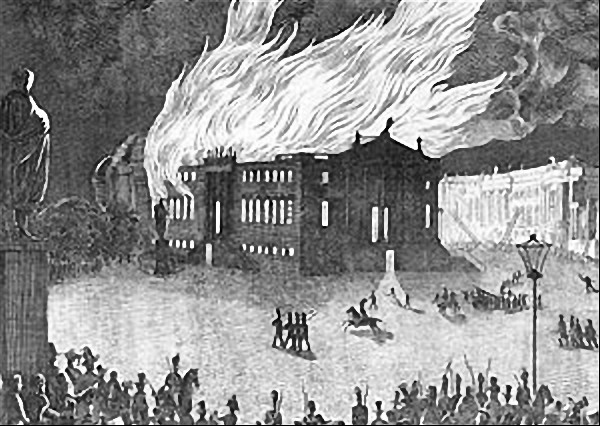
Das brennende Opernhaus in Berlin

## Ereignisse

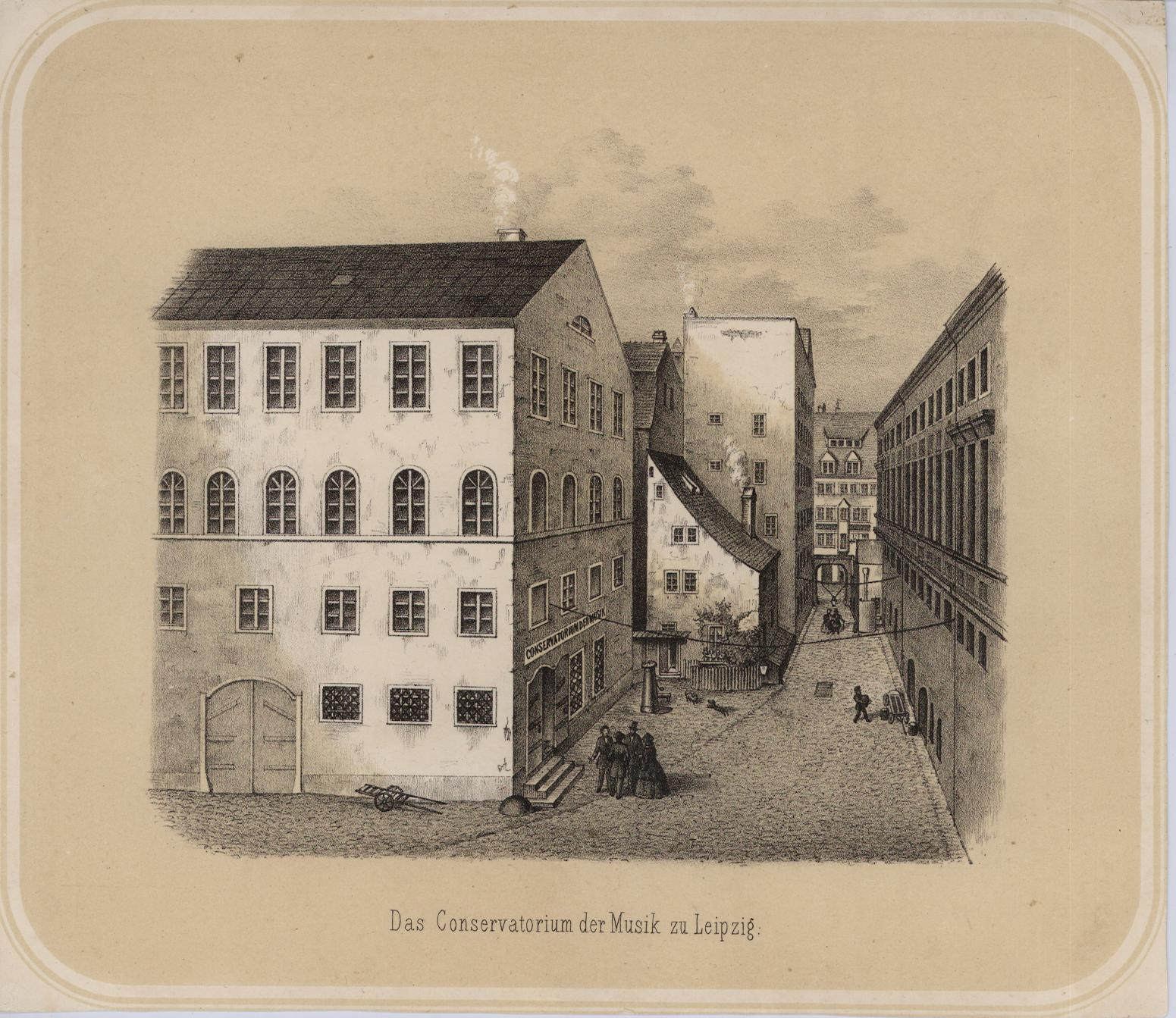
Das Conservatorium der Musik zu Leipzig, um 1850

- 02. April: Der Gewandhauskapellmeister und Komponist Felix Mendelssohn Bartholdy gründet mit Unterstützung von Heinrich Conrad Schleinitz, Johann Paul von Falkenstein und Johann Georg Keil in Leipzig das Conservatorium der Musik. Finanziell gefördert wurde das Projekt durch das Testament des 1839 gestorbenen Königlich Sächsischen Oberhofgerichtsrates Heinrich Blümner, der dem Sächsischen König Friedrich August II. 20.000 Taler zur Verfügung stellte. Bis zum Beginn des zweiten Semesters werden 46 Schüler und 14 Schülerinnen aufgenommen. Zu den ersten gehören Theodor Kirchner und Hugo Hünerfürst. Der Unterricht erfolgt getrennt nach Geschlechtern.
- 23. April: Das Alte Bach-Denkmal in Leipzig – das erste Denkmal seiner Art weltweit und wesentlich auf Initiative des jungen Felix Mendelssohn Bartholdy errichtet – wird in Leipzig eingeweiht.
- 18. August: Die Königliche Oper in Berlin wird durch einen Brand vollständig zerstört.
- 17. Dezember: Der am 6. Oktober von August Schmidt gegründete Wiener Männergesang-Verein hat seinen ersten öffentlichen Auftritt. Als erste Chormeister fungieren Anton M. Storch und Gustav Barth.
- August Heinrich Hoffmann von Fallersleben dichtet auf eine Volksweise das Kinderlied Ein Männlein steht im Walde.

### Instrumental und Vokalmusik
- 02. Februar: Felix Mendelssohn Bartholdys zweite Fassung der weltlichen Kantate Die erste Walpurgisnacht nach der gleichnamigen Ballade von Johann Wolfgang von Goethe hat ihre Uraufführung im Leipziger Gewandhaus. Unter den Zuhörern sind unter anderen Robert Schumann und Hector Berlioz, der sich besonders begeistert über das Werk äußert.
- Der Erstdruck der Polonaise As-Dur op. 53 von Frédéric Chopin erscheint im Dezember. Im gleichen Jahr erscheint auch das Scherzo Nr. 4 E-Dur op. 54.
- Franz Berwald: Sinfonie Nr. 1, Uraufführung am 2. Dezember an der Königlichen Oper in Stockholm; Stor polonaise (Grand polonaise, Orchesterwerk)
- Anton Bruckner: An dem Feste, WAB 59a
- Niels Wilhelm Gade: Sinfonie Nr. 2 E-Dur, op. 10; Fantasiestücke für Klarinette und Klavier op. 43
- Michail Iwanowitsch Glinka: Tarantella über ein russisches Volkslied (Klaviermusik)
- Franz Lachner: Drei Streichquartette op. 75 bis 77
- George Onslow: Zwei Streichquartette op. 66 und 67
- Clara Schumann: Lied: Oh weh des Scheidens, das er tat; Lied: Loreley; Sechs Lieder mit Begleitung des Pianoforte, gewidmet Königin Caroline von Dänemark (komponiert 1842, veröffentlicht 1843)
- Robert Schumann: Drei Streichquartette op. 41, Erstveröffentlichung bei Breitkopf & Härtel; Andante und Variationen B-Dur für zwei Klaviere op. 46; Das Paradies und die Peri op. 50
- Johann Strauss (Vater): Loreley-Rhein-Klänge op. 154

### Musiktheater
- 02. Januar: Die Oper Der fliegende Holländer von Richard Wagner wird in Dresden mit mäßigem Erfolg uraufgeführt. Bereits nach vier Aufführungen wird sie wieder vom Spielplan des Königlichen Hoftheaters genommen. Richard Wagner dirigiert persönlich die Königlich Sächsische Hofkapelle.

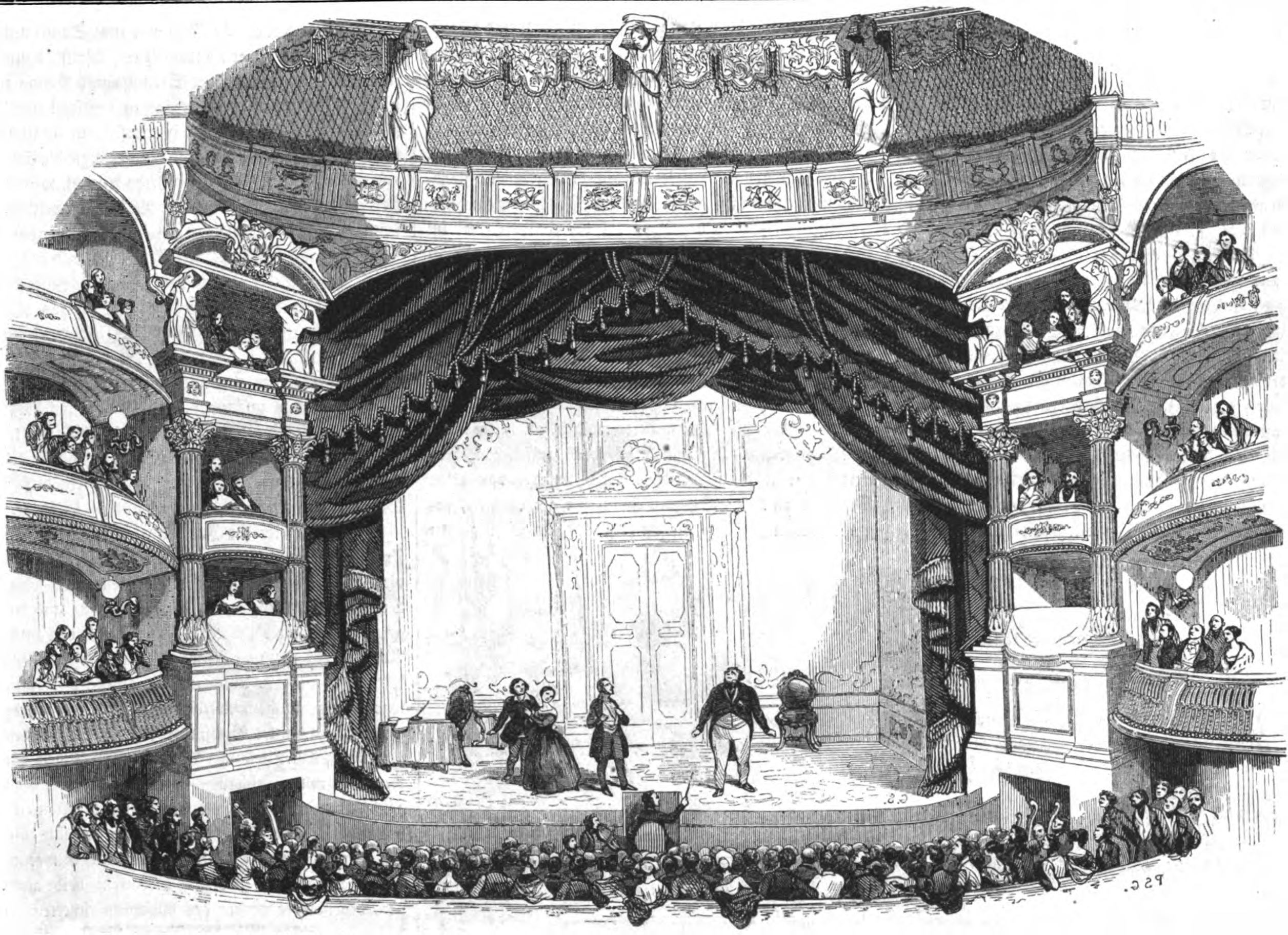
Don Pasquale, 2. Akt., Aufführung in Paris 1843

- 03. Januar: Am Théâtre-Italien in Paris erfolgt die Uraufführung der komischen Oper Don Pasquale von Gaetano Donizetti. Das Libretto stammt von Giovanni Domenico Ruffini.
- 16. Januar: Die Uraufführung der Oper Le Part du diable (Des Teufels Anteil) von Daniel-François-Esprit Auber erfolgt an der Opéra-Comique in Paris.
- 11. Februar: Die Uraufführung der Oper I Lombardi alla prima crociata von Giuseppe Verdi erfolgt in Mailand am Teatro alla Scala.
- 15. März: Die Oper Charles VI von Fromental Halévy wird mit Erfolg an der Pariser Oper uraufgeführt. Das Libretto stammt von den Brüdern Casimir und Germain Delavigne.
- 10. Mai: Die Uraufführung der Oper Die sizilianische Vesper von Peter Joseph von Lindpaintner findet in Stuttgart statt.
- 05. Juni: Die Uraufführung der Oper Maria di Rohan von Gaetano Donizetti auf ein Libretto von Salvadore Cammarano erfolgt am Theater am Kärntnertor in Wien. Die Titelpartie singt Eugenia Tadolini, die beiden Protagonistenrollen Carlo Guasco und Giorgio Ronconi. Das Werk wird von der Wiener Kritik wohlwollende aufgenommen und in den nächsten zwanzig Jahren in ganz Europa gespielt.
- 22. Juni: Das Ballett Ondine, ou La naïade et le pêcheur („Undine oder Die Najade und der Fischer“) von Cesare Pugni und Jules Perrot, mit Fanny Cerrito und Jules Perrot in den beiden Hauptrollen, wird in London im Her Majesty’s Theatre uraufgeführt.
- 14. September: Uraufführung der Oper Lambert Simuel von Adolphe Adam in Paris, (Opéra-Comique)

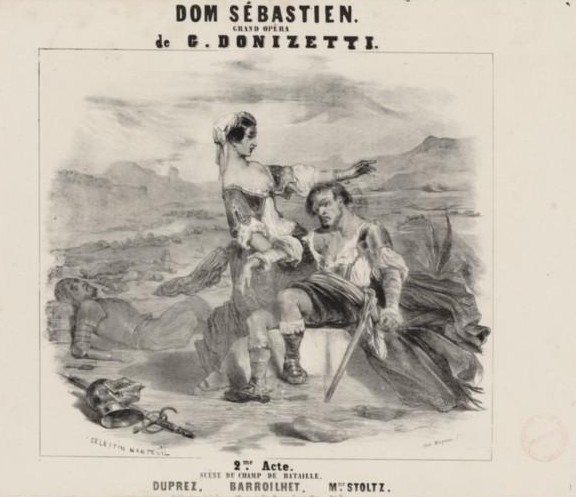
Dom Sébastien – Szene aus dem 2. Akt 1843/1844

- 13. November: Die Oper Dom Sébastien von Gaetano Donizetti wird an der Grand Opéra Paris uraufgeführt. Das Libretto stammt von Eugène Scribe. Obwohl mit Rosine Stoltz und Gilbert Duprez eine Starbesetzung aufgeboten werden kann, wird das Werk von der Kritik nur lauwarm aufgenommen.
- 02. Dezember: Die Uraufführung der Operette Jag går i kloster (Ich gehe ins Kloster) von Franz Berwald findet am Königlichen Theater in Stockholm statt.
- Giovanni Pacini: Maria, regina d’Inghilterra (Oper); Medea, melodramma tragico (Oper)
- Saverio Mercadante: Il reggente (Oper)
- Friedrich von Flotow: L’Esclave de Camoëns (Oper)

## Geboren

### Geburtsdatum gesichert
- 13. Januar: Marie Le Seur, deutsche Theaterschauspielerin († 1898)
- 23. Januar: Bolko von Hochberg, deutscher Diplomat, Intendant und Komponist († 1926)
- 30. Januar: Peter Adolph Rudolph Ibach, Klavierbauer, Unternehmer und Mäzen († 1892)
- 05. Februar: Franklin Taylor, englischer Pianist und Musikpädagoge († 1919)
- 14. Februar: Louis Diémer, französischer Pianist und Komponist († 1919)
- 18. Februar: Adelina Patti, spanische Sopranistin († 1919)
- 22. Februar: Anna Deinet, deutsche Opernsängerin († 1919)
- 06. März: Arthur Napoleão, brasilianischer Komponist († 1925)
- 31. März: Marija Dmitrijewna Kriwopolenowa, russische bzw. sowjetische Erzählerin und Sängerin († 1924)

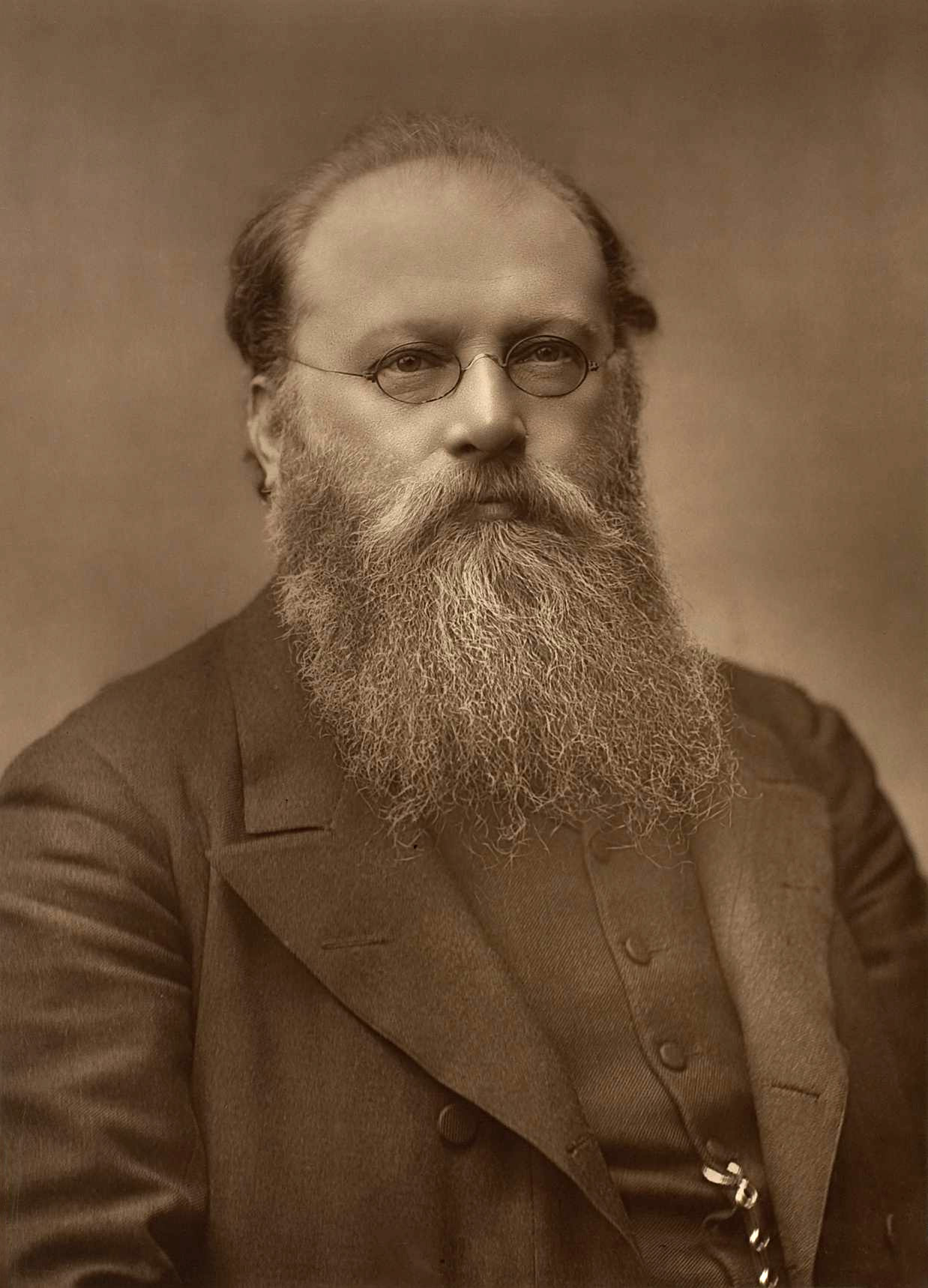
Hans Richter; * 4. April

- 04. April: Hans Richter, österreichisch-ungarischer Dirigent und Ehrenbürger von Bayreuth († 1916)
- 08. April: Asger Hamerik, dänischer Komponist und Dirigent († 1923)

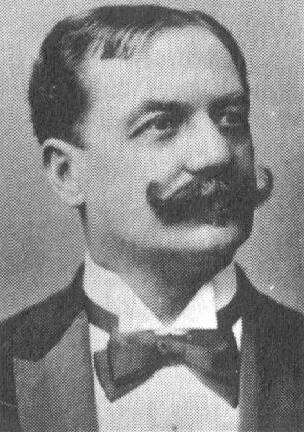
Carl Michael Ziehrer; * 2. Mai

- 02. Mai: Carl Michael Ziehrer, österreichischer Komponist († 1922)
- 29. Mai: Émile Pessard, französischer Komponist († 1917)
- 07. Juni: Alfred Rabuteau, französischer Komponist († 1916)
- 10. Juni: Charles Lefèbvre, französischer Komponist († 1917)
- 10. Juni: Heinrich von Herzogenberg, österreichischer Komponist († 1900)
- 13. Juni: Adolf Neuendorff, deutsch-US-amerikanischer Komponist, Pianist, Regisseur und Theaterintendant († 1897)
- 15. Juni: Edvard Grieg, norwegischer Komponist († 1907)
- 17. Juni: Richard Himmelstoß, deutscher Violinist und Konzertmeister († 1938)
- 18. Juni: David Popper, tschechischer Violoncellist und Komponist († 1913)
- 19. Juli: Thomas A’Becket Jr., US-amerikanischer Pianist, Sänger, Organist und Musikpädagoge aus Philadelphia († 1917)
- 29. Juli: Jasper Bisbee, US-amerikanischer Old-Time-Musiker († 1935)
- 15. August: Jules De Swert, belgischer Cellist, Komponist und Musikpädagoge († 1891)
- 29. August: Emanuel Hüller, tschechischer Blasinstrumenten-Hersteller († 1916)
- 01. September: John Albert Abbey, französischer Orgelbauer († 1930)
- 03. September: Johann Stockhausen, deutscher Orgelbauer († 1917)
- 04. September: Rafael Ildefonso Arté, spanischer Musikpädagoge († 1877)
- 04. September: Ján Levoslav Bella, slowakischer Komponist († 1936)
- 09. September: Romain-Octave Pelletier, kanadischer Organist und Komponist († 1927)
- 24. Oktober: Henri Fissot, französischer Pianist, Organist und Komponist († 1896)
- 06. November: Pietro Boccaccini, italienischer Pianist und Musikpädagoge († 1939)
- 08. November: Ernest Frederick Abbott, britischer Unternehmer und Komponist († 1916)
- 23. November: Joseph Sucher, Komponist und Dirigent († 1908)
- 28. November: Émile Bernard, französischer Organist und Komponist († 1902)
- 28. November: Manuel Gregorio Tavárez, puerto-ricanischer Komponist, Pianist und Musikpädagoge († 1883)
- 07. Dezember: Helena Nyblom, dänisch-schwedische Schriftstellerin und Pianistin († 1926)
- 20. Dezember: Arnold Niggli, Schweizerischer Musikhistoriker und -kritiker († 1927)
- 25. Dezember: Gustav Jensen, deutscher klassischer Violinist, spätromantischer Komponist und Musikpädagoge († 1895)

### Genaues Geburtsdatum unbekannt
- Eugen Adalbert Woycke, deutscher Pianist, Komponist und Musikpädagoge († nach 1900)

## Gestorben

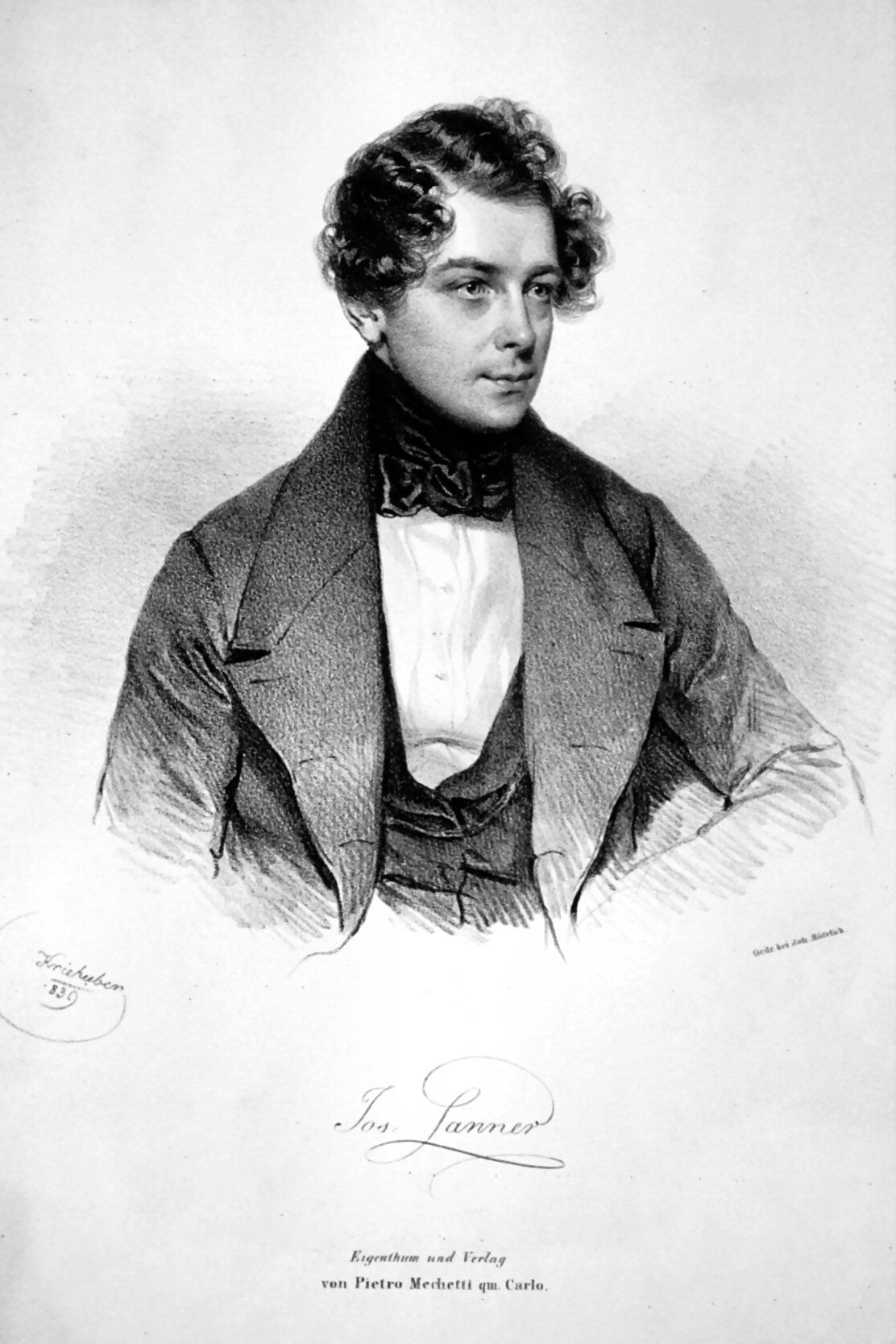
Josef Lanner; † 14. April

### Todesdatum gesichert
- 26. März: Anton Overmann II., deutscher Orgelbauer (* 1787)
- 11. April: Gawrila Ratschinski, russischer Komponist (* 1777)
- 14. April: Joseph Lanner, österreichischer Komponist und Violinist (* 1801)
- 17. Mai: Joseph Sellner, deutsch-österreichischer Oboist, Gitarrist, Komponist und Musikpädagoge (* 1787)
- 20. Mai: Johann Michael Hauber, deutscher römisch-katholischer Geistlicher, Schriftsteller und Hofkapellmeister (* 1778)
- 28. Juni: Therese Bartolozzi, deutsche Pianistin und Komponistin (* um 1770)
- 21. September: José Antonio Picasarri, argentinischer Geistlicher und Musiker (* 1769)
- 19. Oktober: Louis-Barthélémy Pradher, französischer Pianist, Komponist und Musikpädagoge (* 1782)

### Gestorben nach 1843
- Christian Friedrich Schafberg, deutscher Orgelbauer (* um 1800)